# كرات نافحة
الكرات النافحة أو الفقعِيات(بالإنجليزية: Puffballs)‏ هي نوع من الفطريات البازيدية (تسمى الفطريات الدعامية أيضًا) وتعيش معيشة ترممية
شكلها يشبه الكرة ولونها أبيض أو معتم، ويتراوح حجمها بين حجم كرة الجولف وحجم كرة السلة وعند اكتمال نضجها تصبح أبواغها جافة وناعمة.
وتنفتح الكرات عند لمسها وتخرج الأبواغ فيما يشبه نفخات من الدخان.

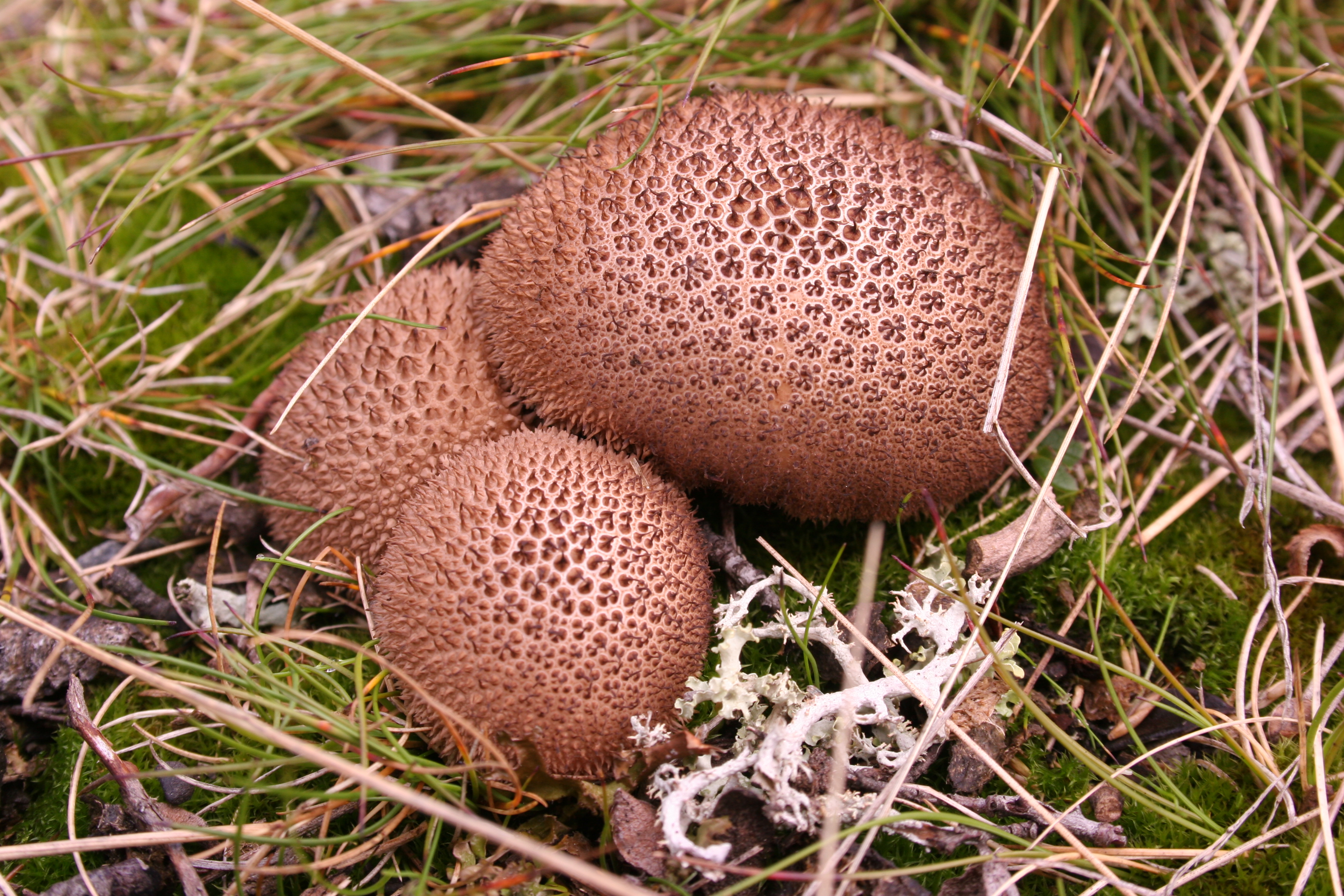
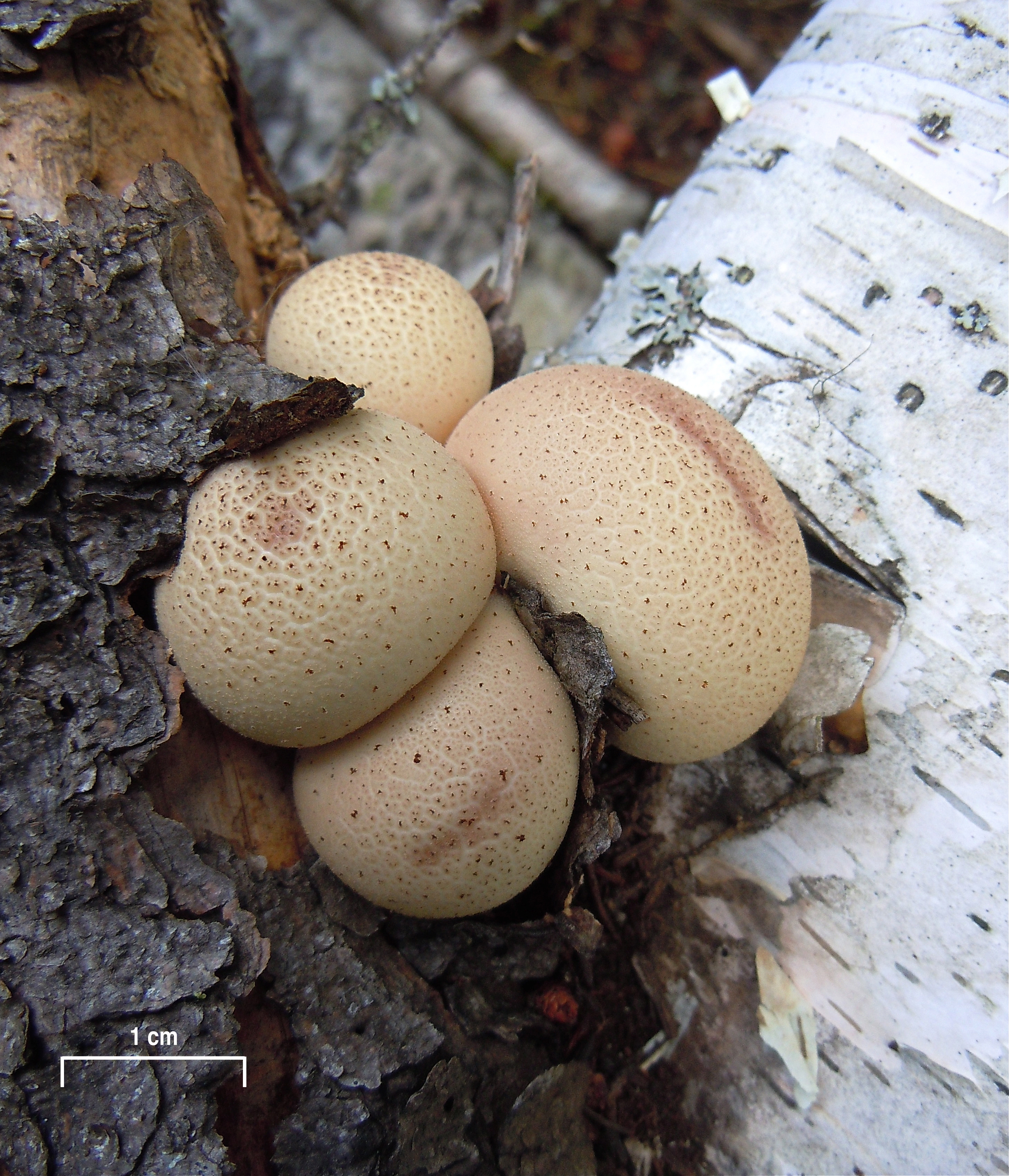